# 志田顺子
志田顺子（日语： Shida Yoriko，1935年7月28日—），日本女子标枪运动员。她曾获得1958年亚洲运动会女子标枪金牌。她也曾参加1956年夏季奥林匹克运动会，获得第12名。